# Alue (Montasik)
Alue is een bestuurslaag in het regentschap Aceh Besar van de provincie Atjeh, Indonesië. Alue telt 78 inwoners (volkstelling 2010).